# Вежа Нікітіна-Травуша 4000

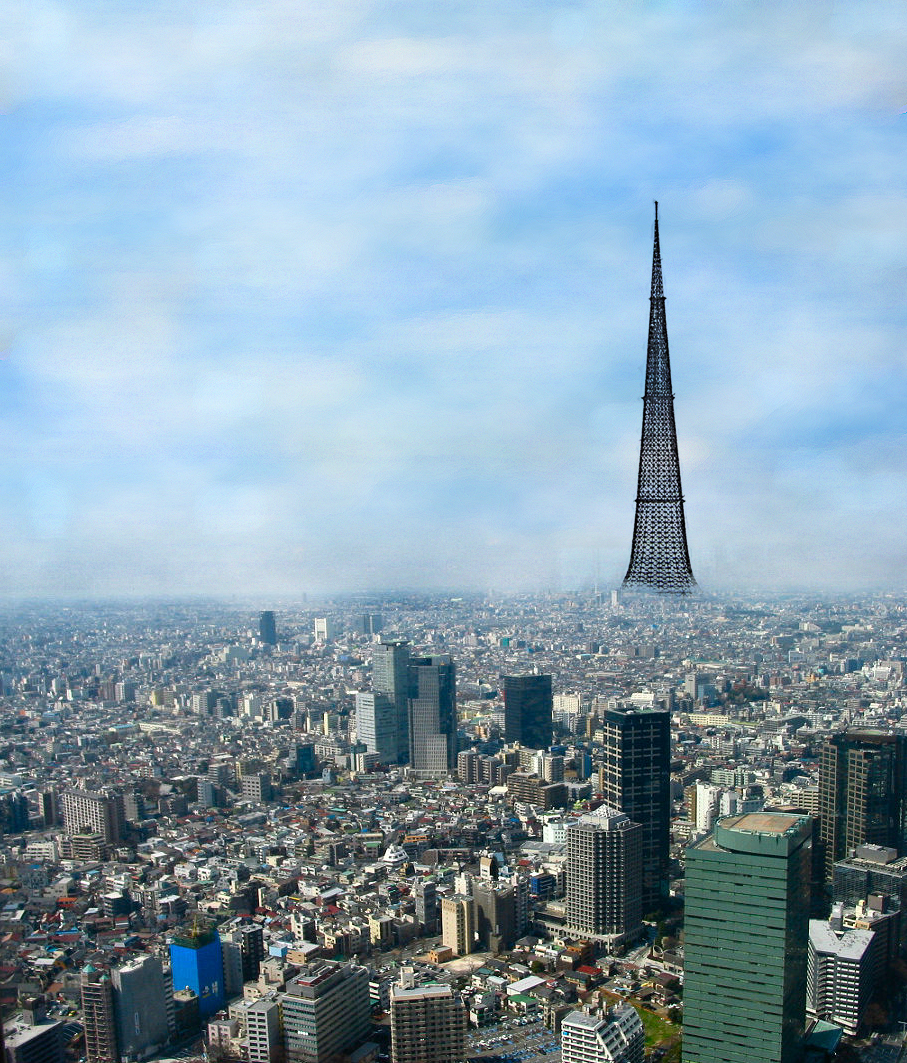
Проєкт чотирикілометрової вежі М. В. Нікітіна та В. І. Травуша в Токіо (колаж зроблений з використанням реального креслення вежі).

Вежа Нікітіна — Травуша 4000 (проєкт) — один із найвищих коли-небудь спроектованих хмарочосів. Його розрахункова висота становить 4000 м. Проєкт був розроблений для Японії у 1966—1969 роках в ЦНДІЕП ім. Б. С. Мезенцева колективом під керівництвом головного конструктора Останкінської телевежі доктора технічних наук Н. В. Нікітіна та провідного інженера, кандидата технічних наук В. І. Травуша. Робота над проектом була розпочата 9 серпня 1966 року на замовлення японської компанії (власник Міцусіба).

## Архітектура
Конструкція була спроектована у вигляді чотириярусної сталевої сітчастої конічної оболонки. Висота кожного ярусу становила 1000 м. Діаметр основи хмарочоса — 800 м. Нижня основа вежі за проєктом являла собою циліндр висотою 100 м, що входив до складу першого ярусу. Фундамент був спроектований з попередньо напруженого залізобетону. Конструкція хмарочоса була розрахована з урахуванням гранично можливої величини ураганного вітру та граничного рівня землетрусу на території Японії.
За проєктом вежа Нікітіна-Травуша повинна бути житловим будинком і мала вміщати до 500 тисяч осіб. Був розроблений проєкт систем життєзабезпечення хмарочоса, включаючи вентиляцію, електро -, водопостачання та інші інженерні комунікації до висоти 4000 м.
Після отримання попереднього ескізного проєкту та інженерних розрахунків японська сторона повідомила про попередню згоду Кендзо Танге брати участь в архітектурному оформленні чотирикілометрового хмарочоса. Надалі робота над проектом зіткнулася з організаційними труднощами. Держбуд СРСР відповів відмовою на запит японців відправити Н. В. Нікітіна у відрядження в Токіо. До вересня 1967 року японська сторона отримала детальне проектне опрацювання хмарочоса. Робота за проектом була зупинена в січні 1969 року після вимоги японської сторони зменшити розрахункову висоту вежі спочатку до 2 кілометрів, потім до 550 метрів.
Елементи конструкції вежі-хмарочоса Нікітіна-Травуша пізніше були використані в запропонованому в Японії проєкті хмарочоса X-Seed 4000.